# 英文解釈教室
英文解釈教室（えいぶんかいしゃくきょうしつ）は、伊藤和夫の代表的な学習参考書。研究社刊。受験生がどう頭を働かせれば、英文の構造を読み解けるのかを伊藤による独自の体系でまとめた1冊である。

## 概要
「直読直解」を理想とし、英文を構造ごとに15の章にわけ、解説している。受験英語教育が単語主義、熟語主義に陥りがちな中、英文を読む際に基本的に離れられない原則論を展開する方法は、当時から"奇異"との声も多く上がったが、有名大学の受験生からはバイブル的な扱いを受け、伊藤を全国的に有名にした。"that"などの働きが重要な単語への理解を重要視するのが、伊藤の独特の方法論である。
発刊から約20年後の1996年には、『英文解釈教室』では難しいと感じる受験生のために、『英文解釈教室　基礎編』･『英文解釈教室　入門編』も発刊された。しかしその頃には、本書以外の同様の参考書が多く出版されており、本書を読む者も激減した。正編の出版から40年以上経った現在、翻訳家など英語を使った職業の人間、この本で英語を学んだと言う者も多い。。
当時（1980年代）の英文読解参考書は本書か原仙作の『英文標準問題精講』に選択肢が絞られたため、現在の表現であるMARCHや関関同立受験生まで多くの受験生から支持を受けた。

## 章構成

### 英文解釈教室
1. 主語と動詞
2. 目的補語
3. that節
4. what節
5. 倒置形
6. 同格構文
7. It... that...
8. 意味上の主語
9. 関係詞
10. 修飾語の位置(1)
11. 修飾語の位置(2)
12. 比較の一般問題
13. 比較の特殊問題
14. 共通関係
15. 挿入の諸形式

### 英文解釈教室　入門編
1. 動詞か名詞か
2. 名詞か形容詞か
3. 自動詞か他動詞か
4. 直接目的語か目的補語か
5. 形容詞か副詞か
6. 副詞か前置詞か
7. 直接法か仮定法か

## シリーズ
- 英文解釈教室（1977年） ISBN 978-4-327-76144-8
- 英文解釈教室 基礎編（1996年） ISBN 978-4-327-76398-5
- 英文解釈教室 入門編（1996年） ISBN 978-4-327-76403-6
- 英文解釈教室 改訂版（1997年） ISBN 978-4-327-76412-8
- 英文解釈教室 新装版（2017年） ISBN 978-4-327-76487-6